# Aaron Haroon Rashid
Aaron Haroon Rashid, artiestennaam Haroon (Londen, 11 mei 1973), is een Brits-Pakistaans zanger, songwriter en filmproducent. Hij verkocht meer dan een miljoen cd's en muziekcassettes en is de producent achter de animatieserie Burka avenger uit 2013.

## Biografie
Haroon werd in Londen geboren als kind van een Pakistaanse vader en Nieuw-Zeelandse moeder. In de jaren negentig slaagde hij voor een studie bedrijfsadministratie aan de George Washington-universiteit in de Amerikaanse hoofdstad.
Na zijn studie startte hij met zijn vrienden Faakhir and Assad Ahmed de band Awaz. Samen namen ze een video op met het lied Janeman dat Haroon op zijn zestiende had geschreven. Deze video werd uitgezonden door de Aziatische zender van MTV, waarmee ze een primeur hadden omdat dit het eerste lied was dat in de taal Urdu op MTV werd uitgezonden.
In 2000 kwam hij met zijn eerste soloalbum, Haroon ki awaz, waarvan hij ook de opnames, techniek en productie op zich nam. In 2001 werd hij tijdens de Asia Awards Show van de BBC onderscheiden met de prijs voor Uitstekende bijdrage aan Aziatische muziek. In datzelfde jaar en het jaar erop toerde hij door de VS en de VK en trad hij onder meer op in de Wembley Arena in Londen. Hierna volgde nog een tweede soloalbum en in 2007 zijn derde album met de naam Haroon ka nasha. Hij verkocht wereldwijd meer dan een miljoen cd's en muziekcassettes.
In 2013 bracht hij de animatieserie Burka avenger uit waarin de hoofdrol is weggelegd voor een boerka-dragende superheldin die het opneemt tegen bandieten, corrupte politici en terroristen, en strijdt voor gerechtigheid, vrede en onderwijs voor iedereen. Aan de serie heeft hij rond drie jaar gewerkt. Het karakter werd door Time in de top 10 van meest invloedrijke personages van 2013 geplaatst. In 2014 werd de serie genomineerd voor een International Emmy Kids Award.
Haroon is verder ambassadeur voor Save the Children's Everyone Campaign, een organisatie die zich richt op de gezondheid en voeding van kinderen.

## Discografie

### Albums
- 2001: Haroon ki awaz
- 2003: Lagan
- 2007: Haroon Ka Nasha

### Singles and videos
- 1992: Janeman
- 1993: Diya
- 1993: 'Watan Kahani
- 1995: Jadoo Ka Chiragh, met Awaz
- 1995: Main Na Manoo Haar, met Awaz
- 1996: Mr. Fraudiay, met Awaz
- 1997: Aye Jawan, met Awaz
- 1998: Tu Hi Jeet, met Awaz
- 2001: Yara
- 2001: Pyareya
- 2001: Jeekay Dekha
- 2001: Tu Hai Kahan, met Junaid Jamshed & Strings
- 2002: Mehndi
- 2002: Mahbooba
- 2003: Dil Se
- 2003: Jao Tum
- 2004: Goriye (remix)
- 2006: Jiay Jaye
- 2007: Jua Khela
- 2007: Ishq Nasha
- 2008: Nahi Hai Yeh Pyar
- 2009: Big Corporation Man
- 2009: Ibtada-e-Ishq
- 2010: Nahin Hai, met KOSTAL
- 2010: Go Sabjee Go
- 2011: Ghoom Ghoom
- 2013: Lady in black, met Adil Omar

- International Standard Name Identifier: 0000 0000 3624 0074
- Library of Congress Control Number: n2005200933
- MusicBrainz: 4a801722-160e-4553-b433-7f5ae7a64249
- Virtual International Authority File: 56029276
- WorldCat: E39PBJfxbRKtBYdMXfWHrrPWjC